# Hermógenes L. Mora
Hermógenes Leonel Guevara Mora, conocido como Hermógenes L. Mora (Chinandega, 19 de abril de 1979) es un poeta y escritor nicaragüense.

## Biografía
Nacido en una familia humilde, Mora fue un ávido lector desde la niñez, y siempre ha sido un admirador de su compatriota el poeta Rubén Darío. Vivió en Chinandega y León; en 2009 salió de su patria a trabajar como inmigrante, primero a Costa Rica y luego en 2012 a Panamá. Regresó a su país natal en diciembre de 2021 para radicarse esta vez en la ciudad de El Viejo. En 2022 ingresa a la UNAN-LEÓN para estudiar la carrera de Lengua y Literatura. 
En 2022 realizó una gira literaria por varias ciudades y municipios de Nicaragua que incluyeron: Jinotega, Siuna en la RAAN, Matagalpa, Chontales, Managua y Chinandega. 
En su estadía por Panamá se involucró con el grupo de lectura Índigo con los que dio los primeros pasos por el mundo literario de dicho país. También se unió al grupo de Escritores Independientes de Panamá, (EINPA) y forma parte de los autores de la plataforma Panamá Poético. También es miembro del grupo Alejandría de República Dominicana. 
Ha participado en antologías nacionales e internacionales. 
En Nicaragua pese a las dificultades económicas es un miembro activo en pos del desarrollo cultural. Miembro honorífico del Movimiento de Poesía historia y arte Gregorio Aguilar Barea de Juigalpa, Chontales.
Ha recibido múltiples reconocimientos. En octubre de 2023 la municipalidad de su natal Chinandega en celebración solemne del 184 aniversario de haber sido elevada a ciudad, otorgó reconocimiento por su destacada labor en el ámbito de las letras. También ha recibido reconocimientos de parte de la Universidad Nacional Autónoma de Nicaragua, UNAN-LEÓN y de la Escuela Normal de Educación Superior de la ciudad de Chinandega por su dedicación a la escritura y a la enseñanza de la misma. En 2024 también recibió el Premio César Vallejo, modalidad "Excelencia Literaria" de parte de la entidad peruana Unión Hispanomundial de Escritores. Dicho premio reconoce la trayectoria de los autores y sus aportes en el ámbito literario. 
En sus relatos y poemas describe con crudeza la realidad sufrida por su pueblo.

## Selección de obras
- Las raíces panameñas de Rubén Darío. (Trabajo compilativo).
- "Desde la pluma femenina" (2024) (coautor) (Nicaragua).
- "El Divino orfebre" (2024) (El Libro Total, Colombia)
- “Poemas a los héroes de la revolución” (2023) (Alcaldía de Managua).
- Tortura psicológica, crónica de un inmigrante (2022) (Amazon)
- Entre dos mundos (2021)
- Seis relatos para una tarde y una taza de café (2021) ISBN 978-9962136859
- Tabúes y realidades (utopías en versos) (2020) ISBN 978-9962135418
- Un plan para escapar (2019) ISBN 978-9962-12-961-5